# Kfar Qouq
Kfar Qouq is een dorp en gemeente in Libanon. De bevolking van het bergdorp is overwegend Druze. In de buurt van het dorp bevinden zich twee Romeinse tempels die dateren van circa 111 na Christus.